# Tomaž Sajovic
Tomaž Sajovic, slovenski jezikoslovec, * 15. junij 1950, Ljubljana.
Zaposlen je bil na Oddelku za slovenistiko Filozofske fakultete Univerze v Ljubljani, kjer je dosegel naziv docent. Zdaj je predsednik Neodvisnega sindikata delavcev Univerze v Ljubljani in glavni urednik revije Proteus.